# Räpplinge landskommun
Räpplinge landskommun var en tidigare kommun i Kalmar län.

## Administrativ historik
Den 1 januari 1863 började kommunalförordningarna gälla och då inrättades cirka 2 500 kommuner (städer, köpingar och landskommuner), tillsammans täckande hela landets yta.
I Räpplinge socken i Slättbo härad på Öland inrättades då denna kommun. Landskommunen uppgick 1952 i Gärdslösa landskommun som sedan i sin tur 1969 uppgick i Borgholms stad, från 1971 Borgholms kommun.

## Politik

### Mandatfördelning i Räpplinge landskommun 1938-1946
| 4 | 4 | 7 |

| 15 |

| 4 | 11 |

| 15 |

| 3 | 12 |

| 15 |